# La Rosière (Savoie)
La Rosière is een skidorp en wintersportgebied in de gemeenten Montvalezan en Séez in het Franse departement Savoie. 
Het dorp werd in de tweede helft van de 20e eeuw gebouwd op de bergflank boven de historische gehuchten van Montvalezan en langs de D1090 naar de Kleine Sint-Bernhardpas. Het bevindt zich tussen 1740 en 1960 meter boven zeeniveau. 
Het skigebied La Rosière is voornamelijk ingericht op de op het zuidoosten gerichte flank van de Roc Noir en Mont Valezan. Het strekt zich uit tot Séez en de Kleine Sint-Bernhardpas. Sinds 1985 is het verbonden met La Thuile in het Italiaanse Aostadal; samen vormen ze Espace San Bernardo.

## Geschiedenis
In 1920 werd in Montvalezan een skiclub opgericht. Het eerste voorstel voor een skilift dateerde van 1949 en zou geleid hebben van Châtelard naar de Roc Noir. Uiteindelijk werden de werken meer westwaarts aangevat, nabij het gehucht La Rosière op de alpenweide. In 1960 bouwde de firma Montaz Mautino de skilift Poletta en werd begonnen met de bouw van een hotel-restaurant. In datzelfde jaar werd de eerste skiwedstrijd georganiseerd.
Het zomertoerisme begon in de jaren 1950 op gang te komen, met de bouw van een bar aan de Kleine Sint-Bernhardpas in 1954 en de oprichting van een vakantieverblijf in Les Eucherts in 1955. Tot dan bestonden de gehuchten La Rosière en Les Eucherts uit stenen huizen die enkel in de zomermaanden werd bewoond door enkele tientallen landbouwers en herders.
In de daaropvolgende jaren werd het skigebied verder uitgebreid. Midden jaren 1960 telde La Rosière drie liften, waaronder een naar de Roc Noir. De gemeente besteedde de uitbating van het skigebied in 1964 uit aan de firma Serma, die besloot tot de bouw van een wijk met 57 vrijstaande chalets. Er kwamen ook drie skiliften bij, waarmee skiërs tot aan Fort de la Redoute konden gaan. In 1975 kocht de gemeente de firma Serma weer op. In 1977 kreeg La Rosière een positief rapport van de Franse staat om de toeristische accommodatie uit te breiden van 2000 naar 5000 bedden. En in de jaren 80 kreeg La Rosière zijn eerste stoeltjesliften. 
Na een overeenkomst tussen de gemeenten Montvalezan, Séez en La Thuile in het Aostadal, werden in 1985 de skiliften Chardonnet en Bellecombe gebouwd waarmee skiërs van Frankrijk naar Italië konden skiën en terug. Zo ontstond Espace San Bernardo.
Sinds 2002 wordt de exploitatie uitbesteed aan de firma Domaine Skiable de la Rosière (DSR), waarvan Compagnie des Alpes een minderheidsaandeel bezit.
In 2018 werd het skigebied uitgebreid naar de hoogste flanken van de Mont Valezan, met de bouw van twee opeenvolgende skiliften.

## Geografie

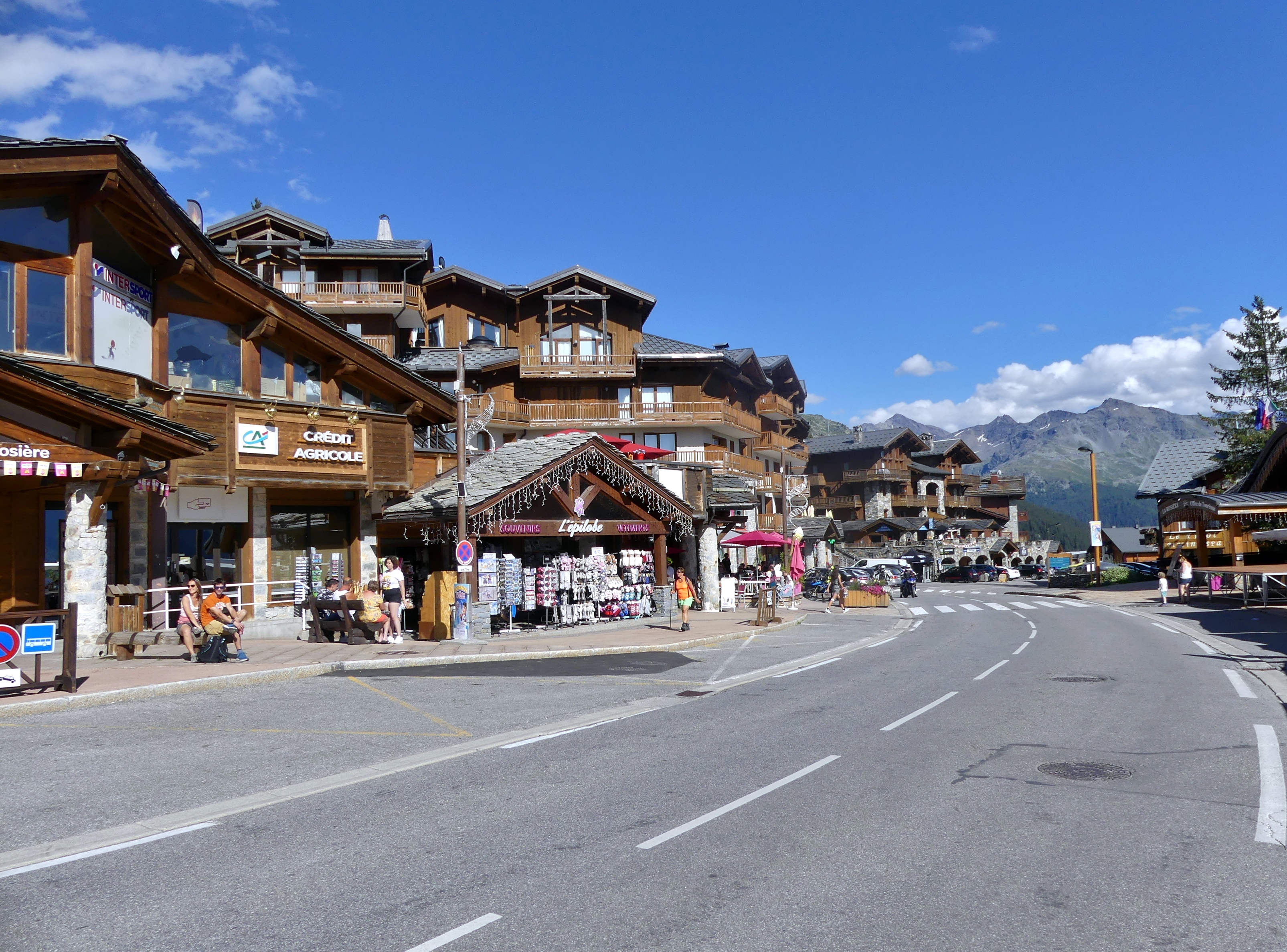
Centrum van La Rosière

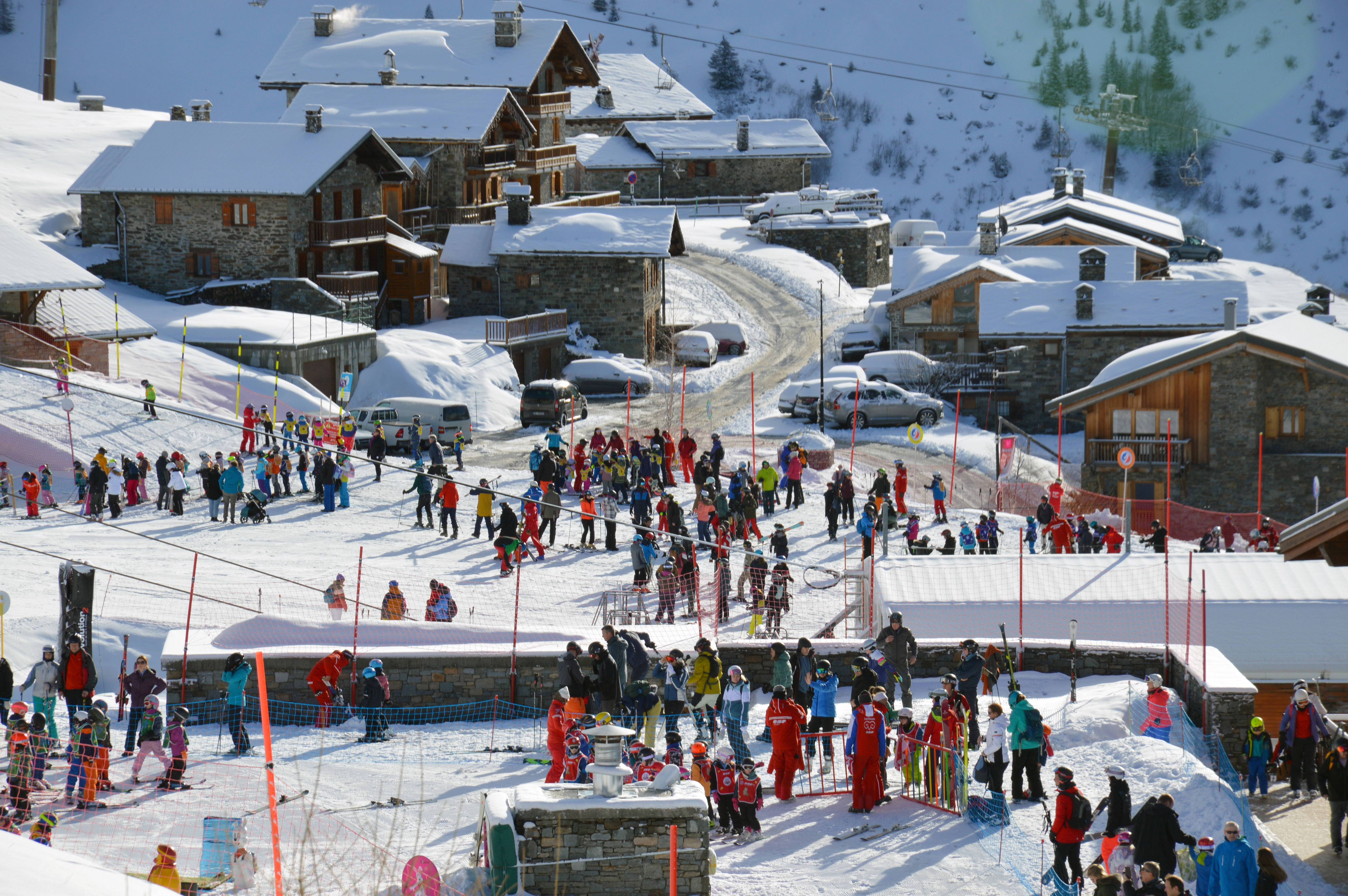
De front de neige van Les Eucherts, met in de achtergrond het historische gehucht Village des Eucherts

La Rosière ligt op de zuidflank van de Roc Noir. Het bevindt zich enkele honderden meters boven de historische gehuchten van Montvalezan, zoals Hauteville en La Châtelard. La Rosière strekt zich meer dan 2 kilometer uit van west naar oost en bestaat uit verschillende chaletwijken in de stijl van de 4e generatie Franse skidorpen. De bebouwing reikt van 1740 meter boven zeeniveau tot 1960 meter. 
Het skidorp ingedeeld worden in het hoofddorp La Rosière, met de wijken Centre, Front de neige, Les Chavonnes Hautes, Manessier, Les Papillons, Le Vieux Village, Le Gollet en L'Orée, en de in het oosten gelegen wijk Les Eucherts, dat bestaat uit L'Averne, Malatret en Village des Eucherts. Het hoofddorp en Les Eucherts hebben een eigen centrum en sneeuwfront. 
Gelegen op de overgang tussen de steilere valleiwanden en de zachtere alpenweiden, vormt La Rosière als het ware een balkon over de Tarentaise.

## Wielrennen
La Rosière geniet bekendheid door de wielersport. Op 9 juni 2018 eindigde de zesde etappe van het Critérium du Dauphiné in La Rosière. Deze bergetappe werd gewonnen door Peio Bilbao. Ruim een maand later was La Rosière de aankomstplaats van de elfde etappe van de Ronde van Frankrijk 2018. Op 18 juli 2018 won Geraint Thomas deze rit en nam er de gele trui over.

## Fort

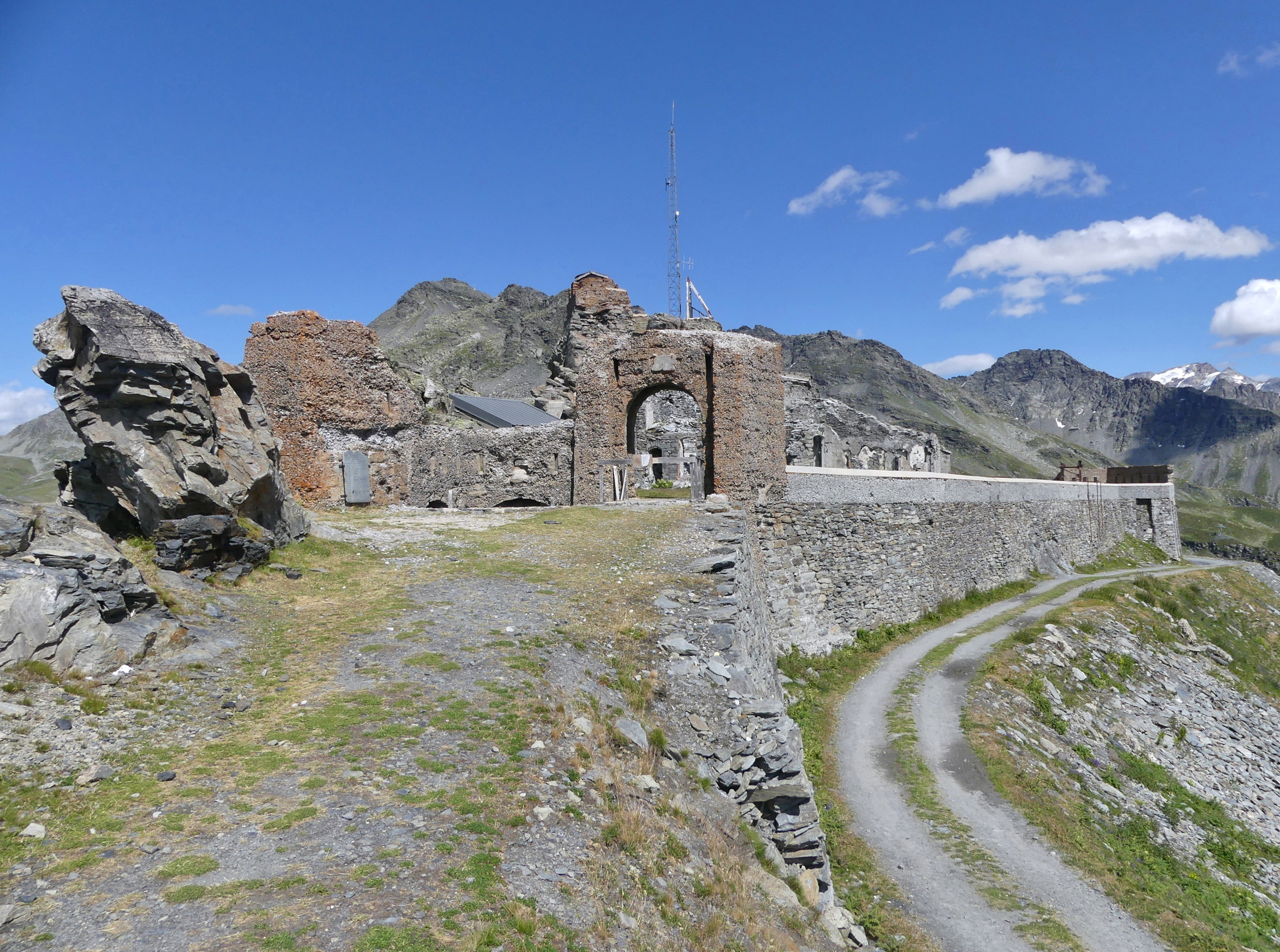
Fort de la Redoute Ruinée

In het skigebied ligt het Fort de la Redoute Ruinée, een grensversterking die werd gebouwd in de jaren 1890 na het verlies van Elzas-Lotharingen aan Duitsland. Het fort werd voor de Tweede Wereldoorlog zwaar versterkt om een inval van Italië tegen te houden. Italië kreeg het fort toch in handen en toen Frankrijk het weer wilde innemen liep het zware schade op. Nu is het een ruïne. Er loopt een blauwe piste van het fort naar het dorp en vanuit het dorp is het fort met twee liften en een blauwe piste te bereiken.